# Бов (Сомма)
Бов (фр. Boves) — коммуна на севере Франции, регион О-де-Франс, департамент Сомма, округ Амьен, кантон Амьен-5. Расположена в 10 км к юго-востоку от центра Амьена, на берегу реки Авр, притока Соммы, в 2 км от автомагистрали А29 и в 3 км от аэропорта Амьен-Глизи. В центре коммуны находится железнодорожная станция Бов линии Париж-Лилль.
Население (2018) — 3 228 человек.

## Достопримечательности
- Руины укрепленного шато XII века
- Церковь Нотр-Дам де ла Нативите (Богоматери Рождества)
- Природный парк Сен-Ладр

## Экономика
Структура занятости населения:
- сельское хозяйство — 0,5 %
- промышленность — 12,5 %
- строительство — 7,7 %
- торговля, транспорт и сфера услуг — 58,0 %
- государственные и муниципальные службы — 21,4 %

Уровень безработицы (2017) — 9,7 % (Франция в целом — 13,4 %, департамент Сомма — 15,9 %). 

Среднегодовой доход на 1 человека, евро (2018) — 22 900 (Франция в целом — 21 730, департамент Сомма — 20 320).

## Демография
Динамика численности населения, чел.

## Администрация
Пост мэра Бова с 2020 года занимает Мариз Вандепит (Maryse Vandepitte). На муниципальных выборах 2020 года возглавляемый ею список одержал победу в 1-м туре, получив 52,35 % голосов.
| Период | Период | Фамилия        | Партия        | Примечания            |
| ------ | ------ | -------------- | ------------- | --------------------- |
| 1995   | 2001   | Жерар Доби     |               | врач                  |
| 2001   | 2008   | Патрик Лефевр  | Разные правые | инженер компании SNCF |
| 2008   | 2020   | Даниэль Паризо | Разные правые | пенсионер             |
| 2020   |        | Мариз Вандепит |               | работник компании CDC |

## Галерея

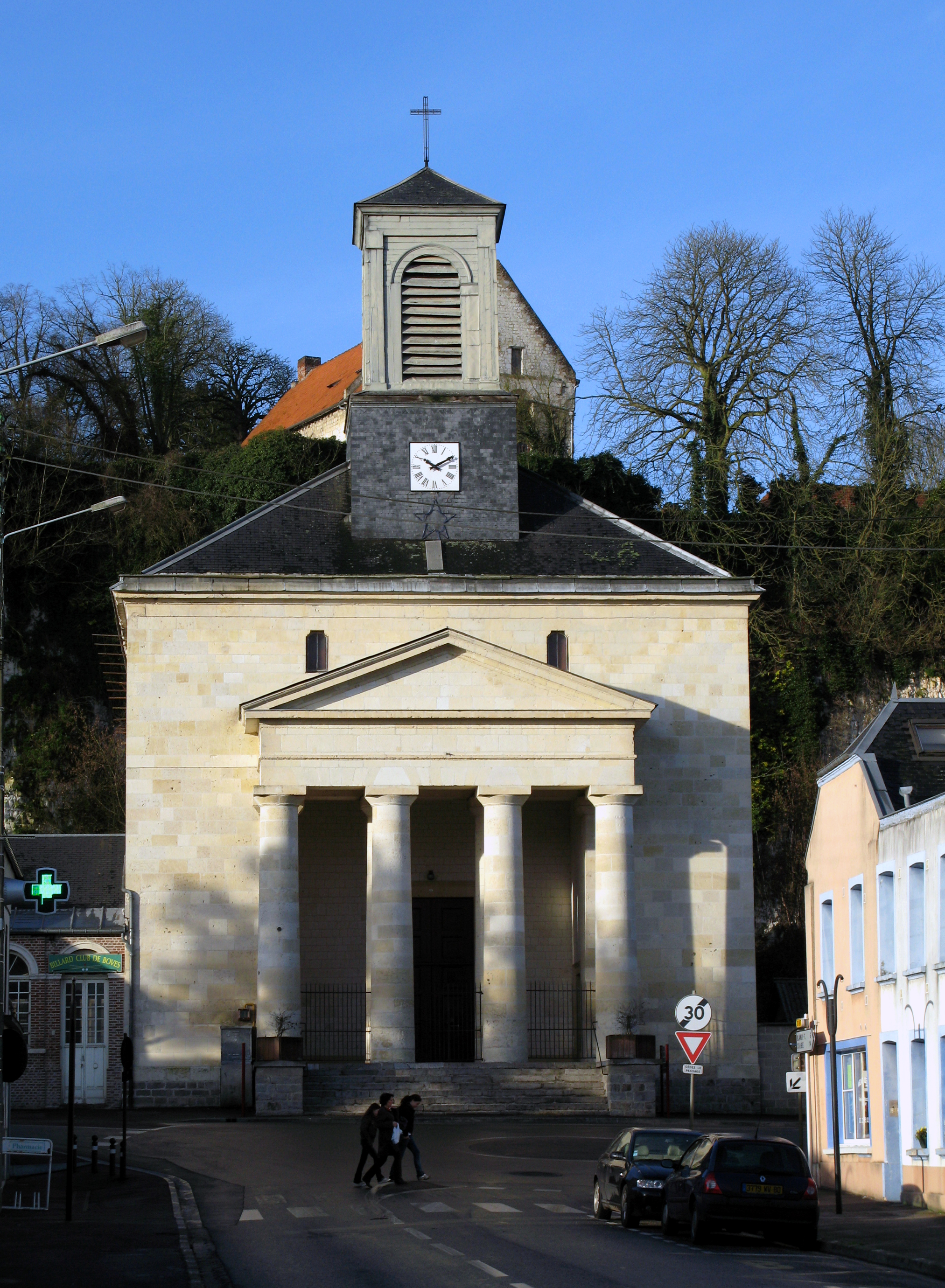
Фасад церкви Нотр-Дам де ла Нативите
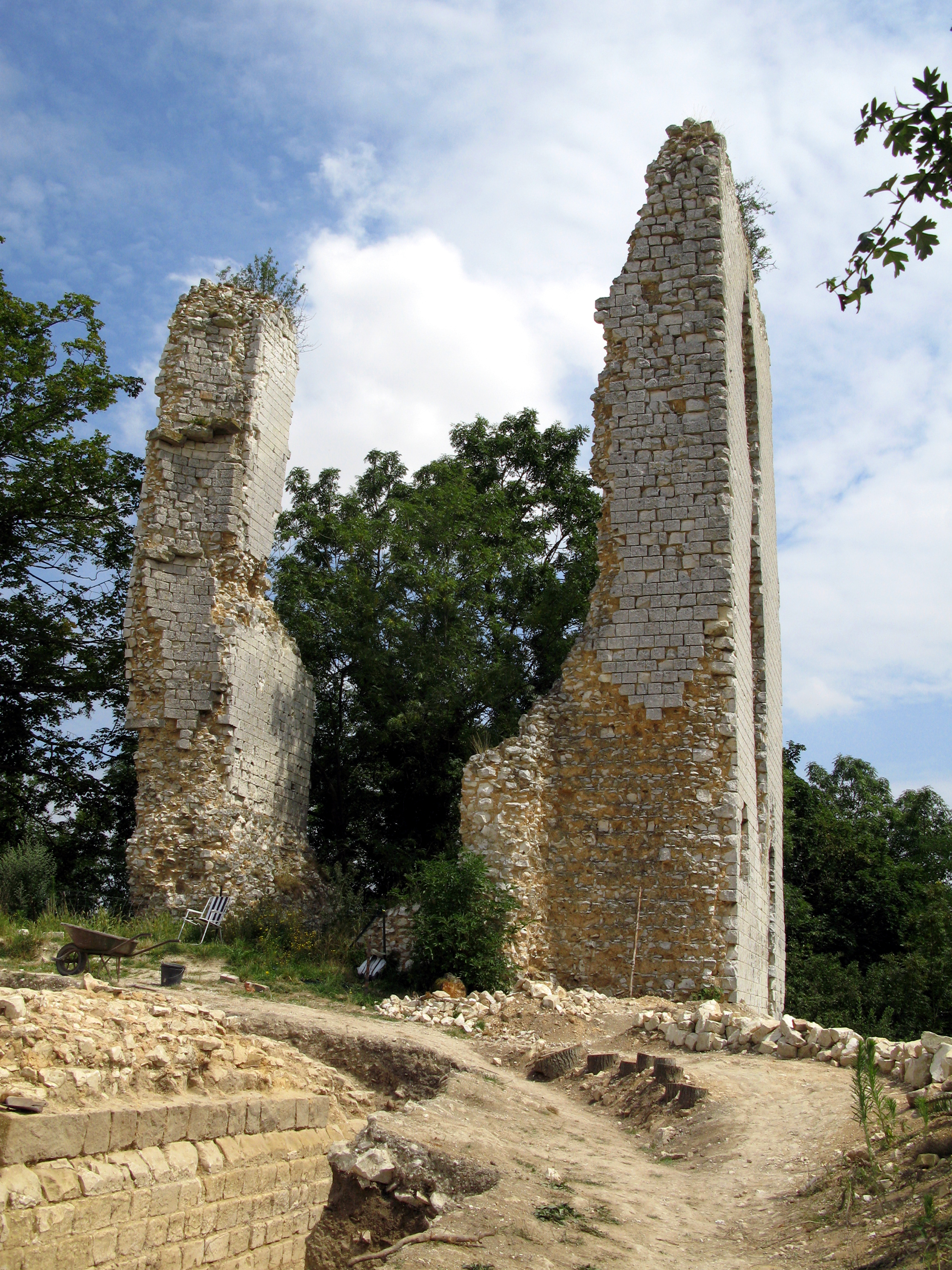
Руины шато XII века
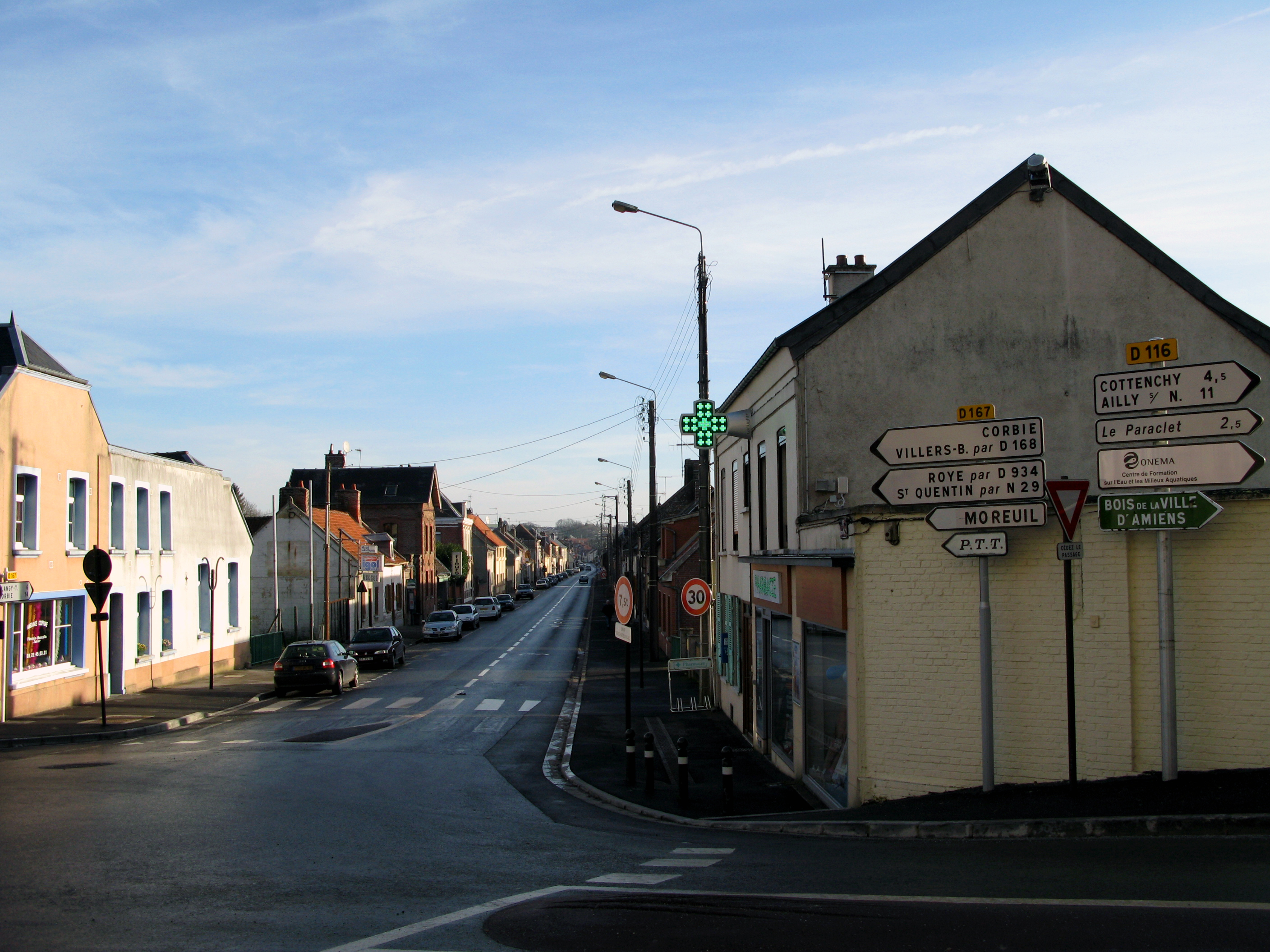
Главная улица

1. 1 2  база данных о французских коммунах — Национальный географический институт Франции, 2015.
2. ↑  https://data.geopf.fr/telechargement/download/GEOFLA/GEOFLA_2-2_COMMUNE_SHP_LAMB93_FXX_2016-06-28/GEOFLA_2-2_COMMUNE_SHP_LAMB93_FXX_2016-06-28.7z — 2016.